# Danh sách cầu thủ tham dự giải vô địch bóng đá U-16 châu Âu 1990

## Bảng A

### Đan Mạch
Huấn luyện viên:

### Bắc Ireland
Huấn luyện viên:

### Bồ Đào Nha
Huấn luyện viên: Carlos Queiroz

| Số | VT | Cầu thủ           | Ngày sinh (tuổi)            | Trận | Bàn | Câu lạc bộ |
| -- | -- | ----------------- | --------------------------- | ---- | --- | ---------- |
| 1  | TM | Pedro Jesus       | 29 tháng 6, 1974 (15 tuổi)  |      |     | Porto      |
| 2  | TV | Nuno Santos       | 19 tháng 11, 1974 (15 tuổi) |      |     | Belenenses |
| 3  | HV | Kenedy            | 18 tháng 2, 1974 (16 tuổi)  |      |     | Benfica    |
| 4  | TV | Porfírio          | 28 tháng 9, 1973 (16 tuổi)  |      |     | Sporting   |
| 5  | HV | Hugo Costa        | 4 tháng 11, 1973 (16 tuổi)  |      |     | Benfica    |
| 6  | HV | Alex              | 4 tháng 9, 1973 (16 tuổi)   |      |     | Benfica    |
| 7  | TV | Poejo             | 30 tháng 9, 1973 (16 tuổi)  |      |     | Sporting   |
| 8  | HV | Hernâni           | 26 tháng 11, 1973 (16 tuổi) |      |     | Benfica    |
| 9  | TV | Edgar             | 25 tháng 12, 1973 (16 tuổi) |      |     | Sporting   |
| 10 | HV | Alexandre Ribeiro | 9 tháng 3, 1974 (16 tuổi)   |      |     | Porto      |
| 11 | HV | Litos             | 25 tháng 2, 1974 (16 tuổi)  |      |     | Boavista   |
| 12 | TM | Costinha          | 22 tháng 9, 1973 (16 tuổi)  |      |     | Boavista   |
| 13 | TV | Costa             | 18 tháng 11, 1973 (16 tuổi) |      |     | Porto      |
| 14 | TV | Tenreiro          | 25 tháng 8, 1973 (16 tuổi)  |      |     | Porto      |
| 15 | HV | Sérgio Ribeiro    | 11 tháng 1, 1974 (16 tuổi)  |      |     | Boavista   |
| 16 | HV | Nuno Afonso       | 6 tháng 10, 1974 (15 tuổi)  |      |     | Benfica    |

### Thổ Nhĩ Kỳ
Huấn luyện viên:

## Bảng B

### Síp
Huấn luyện viên:

### Hungary
Huấn luyện viên:

### Ba Lan
Huấn luyện viên:Wiktor Stasiuk

| Số | VT | Cầu thủ                | Ngày sinh (tuổi)           | Trận | Bàn | Câu lạc bộ            |
| -- | -- | ---------------------- | -------------------------- | ---- | --- | --------------------- |
| 1  | TM | Arkadiusz Onyszko      | 12 tháng 1, 1974 (16 tuổi) |      |     | Lublinianka Lublin    |
| 2  | HV | Artur Ficoń            | 23 tháng 2, 1974 (16 tuổi) |      |     | Górnik Zabrze         |
| 3  | HV | Krzysztof Ratajczyk    | 9 tháng 11, 1973 (16 tuổi) |      |     | Warta Poznań          |
| 4  | HV | Grzegorz Podeszwa      | 8 tháng 7, 1974 (15 tuổi)  |      |     | Górnik Zabrze         |
| 5  | HV | Tomasz Sangowski       | 23 tháng 9, 1973 (16 tuổi) |      |     | Lech Poznań           |
| 6  | TV | Jacek Chańko           | 25 tháng 1, 1974 (16 tuổi) |      |     | Jagiellonia Białystok |
| 7  | TV | Krzysztof Przała       | 29 tháng 1, 1974 (16 tuổi) |      |     | Dalin Myślenice       |
| 8  | TV | Michał Biskup          | 10 tháng 4, 1974 (16 tuổi) |      |     | Bałtyk Gdynia         |
| 9  | TĐ | Piotr Apryjas          | 4 tháng 8, 1973 (16 tuổi)  |      |     | Cracovia Kraków       |
| 10 | TV | Sławomir Wojciechowski | 6 tháng 9, 1973 (16 tuổi)  |      |     | Lechia Gdańsk         |
| 11 | TĐ | Andrzej Sazonowicz     | 22 tháng 8, 1973 (16 tuổi) |      |     | Gwardia Białystok     |
| 12 | TM | Jarosław Talik         | 29 tháng 8, 1973 (16 tuổi) |      |     | Olimpia Elbląg        |
| 13 | TV | Robert Michalak        | 9 tháng 1, 1974 (16 tuổi)  |      |     | Olimpia Poznań        |
| 14 | TV | Grzegorz Łukasik       | 11 tháng 8, 1973 (16 tuổi) |      |     | Olimpia Elbląg        |
| 15 | TĐ | Grzegorz Poleszak      | 18 tháng 7, 1974 (15 tuổi) |      |     | Lublinianka Lublin    |
| 16 | TĐ | Paweł Krzeszowiak      | 12 tháng 4, 1974 (16 tuổi) |      |     | Górnik Zabrze         |

### Thụy Điển
Huấn luyện viên:

## Bảng C

### Tiệp Khắc
Huấn luyện viên:

### Tây Đức
Huấn luyện viên:

### Pháp
Huấn luyện viên:

### Scotland
Huấn luyện viên:

## Bảng D

### Bỉ
Huấn luyện viên:

### Đông Đức
Huấn luyện viên:

### Tây Ban Nha
Huấn luyện viên:

### Nam Tư
Huấn luyện viên: